# Goera jaewoni
Goera jaewoni is een schietmot uit de familie Goeridae. De soort komt voor in het Palearctisch gebied.